# Kirche Szirgupönen
Bei der Kirche in Szirgupönen (der Ort hieß 1936 bis 1938: Schirgupönen, 1938 bis 1946: Amtshagen, nach 1945 russisch: Dalneje) handelte es sich um ein 1725 errichtetes und später mehrfach renoviertes Gebäude, das bis 1945 der Bevölkerung des Kirchspiels Szirgupönen als evangelisches Gotteshaus diente.

## Geographische Lage
Der nach 1945 zur russischen Oblast Kaliningrad (Gebiet Königsberg (Preußen)) gehörende und Dalneje genannte Ort lag elf Kilometer südöstlich der Stadt Gussew (Gumbinnen) am Südufer der hier damals noch Roßbach genannten Pissa und wurde 1970 aufgegeben. Die kaum noch erkennbare Ortsstelle ist über einen Landweg zu erreichen, der südlich von Diwnoje (Stationssiedlung Bahnhof Trakehnen – die Bahnstation heißt heute „Diwnoje Nowoje“ und liegt an der Bahnstrecke Kaliningrad–Nesterow (Königsberg–Stallupönen/Ebenrode), einem Teilstück der einstigen Preußischen Ostbahn) – von der Hauptstraße 27K-182 in westlicher Richtung abzweigt.
Der einstige Standort der Kirche ist heute nur noch sehr schwer auszumachen.

## Kirchengebäude
Es war König Friedrich Wilhelm I. von Preußen, der 1725 auf seine Kosten in Szirgupönen eine evangelische Kirche bauen ließ. Am 1. Januar 1726 konnte die feierliche Einweihung vorgenommen werden. 
Am 23. Mai 1785 schlug ein Blitz in die Kirche ein, der das Kirchenschiff samt Turm bis auf die Grundmauern niederbrennen ließ. 1788 war der Wiederaufbau der Kirche dann vollendet. Am 17. Januar 1818 richtete ein schwerer Sturm an der Kirche großen Schaden an. Den Reparaturarbeiten folgten in den Jahren 1828, 1850, 1858 und 1873 immer wieder notwendige Wiederherstellungsarbeiten an dem Gebäude.
Im Ersten Weltkrieg schoss deutsche Artillerie am 23. Januar 1915 die Kirche in Brand. Erst am 17. Juni 1925 (übrigens genau 200 Jahre nach dem ersten Kirchenbau) wurde die neuerbaute Kirche wieder eingeweiht. Der Wiederaufbau des Gotteshauses erfolgte auf den alten Fundamenten. Der Kircheninnenraum mit seinen eingezogenen Emporen war gewölbt, die Kanzelaltarwand an der Ostseit wurde vorgezogen, so dass in den zu beiden Seiten entstehenden Nebenräumen ein Sakristei sowie eine Taufkammer eingerichtet werden konnten. Der Altartisch war schlicht gehalten. Über ihm hing eine Kopie der Grablegung Christi von Filippo Lippi.
Im Zweiten Weltkrieg erfuhr der Ort starke Zerstörungen. Wegen Perspektivlosigkeit wurde das Dorf aufgegeben und seine Häuser mitsamt der Kirche in den 1970er Jahren zerstört.

## Kirchengemeinde
Mit dem Bau der Kirche im Jahre 1725 wurde zugleich auch das evangelische Kirchspiel Szirgupönen gegründet. Bis zum 1. Januar 1824  gehörte es zur Inspektion Stallupönen (russisch: Nesterow) und wurde erst danach in den Kirchenkreis Gumbinnen in der Kirchenprovinz Ostpreußen der Kirche der Altpreußischen Union eingegliedert.
Am 27. Mai 1787 erfolgte eine umfassende Visitation der Kirchengemeinde, unter Einschluss aller Schulen im Kirchspiel. Im Jahre der Wiedereinweihung der kriegszerstörten Kirche 1925 zählte die Szirgupöner Kirchengemeinde 3.800 Gemeindeglieder, die in mehr als 20 Dörfern, Ortschaften und Wohnplätzen lebten. Am 10. Mai 1930 erfolgte die – letzte – Generalkirchenvisitation.  
Die Flucht und Vertreibung der einheimischen Bevölkerung sowie die restriktive Kirchenpolitik der Sowjetunion nach 1945 machten kirchliches Leben unmöglich. Das Dorf verkümmerte auch sonst so sehr, dass es aufgegeben wurde und nun als nicht mehr existent gilt.

### Kirchspielorte
Zum Kirchspiel Szirgupönen (resp. Schirgupönen bzw. Amtshagen) gehörten vor 1945 neben dem Pfarrort 24 Orte, Ortschaften und Wohnplätze:
| Ortsname        | Änderungsname 1938 bis 1946 | Russischer Name                |  | Ortsname           | Änderungsname 1938 bis 1946 | Russischer Name                |
| --------------- | --------------------------- | ------------------------------ |  | ------------------ | --------------------------- | ------------------------------ |
| Alt Grünwalde   |                             | Komorowo                       |  | *Mattischkehmen    |                             | Sowchosnoje                    |
| Augstupönen     | Hochfließ                   | Kalininskoje                   |  | Neusorge           |                             | Kubanskoje                     |
| Eysseln         |                             | Kubanskoje                     |  | *Pabbeln           |                             | Sewerskoje, später: Lomowo     |
| Groß Baitschen  |                             | Podgorowka                     |  | Packledimmen       |                             |                                |
| Grünhaus        |                             | Seljonoje                      |  | *Puspern           |                             | Lomowo                         |
| Guddin          |                             |                                |  | Rudbardßen         | Rotweiler                   |                                |
| Jodszlauken     |                             |                                |  | *Schorschienen     | Moosgrund                   | Gawrilowo                      |
| Jodszunen       | Weidengrund                 |                                |  | Schröterlauken     | Schrötersheim               | Oneschskoje, jetzt: Podgorowka |
| Jonasthal       |                             | Ochtinskoje                    |  | *Sodinehlen        | Jägersfreude (Ostpr.)       | Kowrowo                        |
| Karszamupchen   | Grünfließ                   | Smetanino                      |  | Trakehnen, Bahnhof |                             | Diwnoje                        |
| Klein Baitschen |                             | Ljublimowka, jetzt: Podgorowka |  | *Tublauken         | Schweizersfelde             | Rabotkino, jetzt: Lomowo       |
| Lasdinehlen     | Gut Altkrug                 |                                |  | Werdeln            |                             |                                |

### Pfarrer
Zwischen 1725 und 1945 amtierten an der Kirche Szirgupönen 15 evangelische Geistliche:
| - Friedrich Rosenberg, 1726–1727 - Johann Friedrich Funck, 1727 - Gregorius Biermann, 1728–1735 - Gottfried Dresler, 1735–1768 - Ernst Gottfried Dresler, 1766–1777 - Johann Heinrich Förster, 1777–1802 - Bernhard August Förster, 1802–1808 - Wilhelm Ferdinand Thorun, 1808–1848 | - Heinrich Moritz Hirsch, 1840–1863 - Karl Heinrich J. S. Kröhnke, 1864–1875 - Heinrich Wilhelm L. Kröhnke, 1875–1907 - Friedrich Karl Wriedt, 1906–1927 - Günther Hesselbarth, 1927–1936 - Erich Woronowicz, 1937–1938 - Helmut Karwinski, 1938–1945 |